# Campeonato Sergipano de Futebol de 1951
O Campeonato Sergipano de Futebol de 1951 foi a 28º edição da divisão principal do campeonato estadual de Sergipe. O campeão foi o Confiança que conquistou seu 1º título na história da competição.

## Premiação
| Campeonato Sergipano de 1951  |
| Aracaju                       |
| ----------------------------- |
| Confiança Campeão (1º título) |